# Марија Елизабета од Баварске
Марија Елизабета од Баварске (Минхен, 9. септембар 1914 — Рио де Жанеиро, 13. мај 2011), са надимком „Царица-мајка“ (порт. Imperatriz-mãe), била је немачка принцеза из куће Вителсбах, унука краља Луја III од Баварске и супруга и краљевска супруга принца Педра Енрикеа од Орлеана и Брагансе од 1937. до 1981. 
Да је Бразил квантификован као монархија, она би била царица бразилска супруга, била је најстарија ћерка принца Франца од Баварске, трећег сина Лудвига III од Баварске. Његов син Бертран је тренутни шеф царске куће Бразила, на којој су већ били његов други син Луиз Гастао из Бразила и њен супруг.
Принцеза Марија Елизабета од Баварске рођена је у палати Нимфенбург, Минхен, Краљевина Баварска, друго дете и прва ћерка принца Франца од Баварске (1875–1957), (син Лудвига III од Баварске и надвојвоткиње Марије Терезије од Аустрије-Есте) и његова супруга, принцеза Изабела Антонија од Хрватске (1890–1982), (ћерка Карла Алфреда, војводе од Хрватске и принцезе Људмиле од Аренберга).

## Деца и потомци
- Гастао Мариа Јосе Пио од Орлеана и Брагансе и Вителсбаха (6. јун 1938. у Манделиеу-ла-Напоуле - 15. јул 2022. у Сао Паулу), бивши шеф царске куће Бразила (према огранку Вассоурас).
- Еудес Мариа Раниери Педро Јосе од Орлеана и Брагансе и Вителсбаха (8. јун 1939. у Манделиеу-ла-Напоуле - 13. август 2020. у Рио де Жанеиру [1] )
- Бертран Марија Хозе Пио Јануарија од Орлеана и Брагансе и Вителсбаха (рођен 2. фебруара 1941. у Манделиеу-ла-Напулу)
- Исабел Мариа Јосефа Хенрикуета Францисца од Орлеана и Брагансе и Вителсбаха (4. априла 1944. у Ла Бурбулу – 5. новембра 2017)
- Педро де Алцантара Хенрикуе Мариа Мигуел Габриел Рафаел Гонзага од Орлеана и Брагансе и Вителсбаха (рођен 1. децембра 1945. у Петрополису)
- Фернандо Диниз Марија Хосе Мигел Габријел Рафаел Гонзага од Орлеана и Брагансе и Вителсбаха (рођен 2. фебруара 1948. у Петрополису)
- Антонио Јоао Мариа Јосе Јорге Мигуел Габриел Рафаел Гонзага од Орлеана и Брагансе и Вителсбаха (24. јуна 1950. у Рио де Жанеиру - 8. новембра 2024. у Рио де Жанеиру)
- Елеонора Мариа Јосефа Роса Филипа Мигуела Габриела Рафаела Гонзага од Орлеана и Брагансе и Вителсбаха (рођена 20. маја 1953. у Јацарезинхо ), удата 10. марта 1981. у Рио де Жанеиру, Мишел, 14. принц од Лигне16 маја (рођен 195. године у Рио де Жанеиру)
- Франсиско Марија Хосе Расо Мигел Габријел Рафаел Гонзага од Орлеана и Брагансе и Вителсбаха (рођен 6. априла 1955. у Хакарезињу)
- Алберто Марија Хосе Жоао Мигел Габријел Рафаел Гонзага од Орлеана и Брагансе и Вителсбаха (рођен 23. јуна 1957. у Жундиаи до Сулу)
- Марија Тереза Алдегунда Луиза Хозефа Микаела Габријела Рафаела Гонзага од Орлеана и Брагансе и Вителсбаха (рођена 14. јула 1959. у Жундиаи до Сулу)
- Мариа Габриела Доротеа Исабел Јосефа Мицаела Габриела Рафаела Гонзага од Орлеана и Брагансе и Вителсбаха (рођена 14. јула 1959. у Јундиаи до Сул)